# Земље Уједињеног Краљевства
Уједињено Краљевство Велике Британије и Сјеверне Ирске чине четири земље, и то: Велс, Енглеска, Сјеверна Ирска и Шкотска.
У Уједињеном Краљевству, унитарској сувереној држави, Велс, Сјеверна Ирска и Шкотска су стекле аутономију кроз процес деволуције. Парламент и Влада Уједињеног Краљевства се баве резервисаним питањима Сјеверне Ирске и Шкотске и свим непренесеним питањима Велса, али не и општим питањима која су прењета на Сјеверноирску скупштину, Шкотски парламент и Националну скупштину Велса. Уз то, деволуција у Сјеверној Ирској је условљена сарадњом између извршне власти Сјеверне Ирске и Владе Ирске, а Влада УК се консултује са Владом Ирске о појединим непренесеним питањима Сјеверне Ирске. Енглеска, која обухвата већину становништва и површине УК, налази се у потпуној надлежности Парламента УК који се налази у Лондону.
Велс, Енглеска, Сјеверна Ирска и Шкотска нису наведени на списку земаља Међународне организације за стандардизацију. Међутим МОС списак подјеле Уједињено Краљевства, састављен на основу Британских стандарда и Канцеларије за националну статистику УК, користи термин „земља” за Велс, Енглеску и Шкотску. Сјеверна Ирска, насупрот, описана је као „покрајина” на истом списку. Свака има одвојене тијело за управљањем спортом и такмичи се одвојено у многим међународним спортским такмичењима, укључујући и Игре Комонвелта. Сјеверна Ирска са Републиком Ирском формира заједничкој острвско тијело за управљање већином спортова, укључујући и Рагби јунион.
Каналска острва и Острво Мен су посједи Круне и нису дио Уједињеног Краљевства. Слично њима, Британске прекоморске територије, остаци Британске империје, нису дио Уједињеног Краљевства.
Историјски гледано, од 1801. године, након Закона о унији из 1800. године, све до 1921. цијело острво Ирска било је земља Уједињеног Краљевства. Ирска се подијелила 1921. на двије одвојене јурисдикције: Јужну Ирску и Сјеверну Ирску. Јужна Ирска је напустила Уједињено Краљевство као Ирска Слободна Држава 1922.

## Кључне чињенице
| Име                  | Застава              | Главни град | Законодавно тијело         | Правни систем                    | Надлежност           |
| -------------------- | -------------------- | ----------- | -------------------------- | -------------------------------- | -------------------- |
| Велс                 |                      | Кардиф      | Национална скупштина Велса | Енглеско право, Велшко право     | Енглеска и Велс      |
| Енглеска             | Енглеска             | Лондон      | Нема                       | Енглеско право                   | Енглеска и Велс      |
| Сјеверна Ирска       | нема                 | Белфаст     | Сјеверноирска скупштина    | Сјеверноирско право, Ирско право | Сјеверна Ирска       |
| Шкотска              | Шкотска              | Единбург    | Шкотски парламент          | Шкотско право                    | Шкотска              |
| Уједињено Краљевство | Уједињено Краљевство | Лондон      | Парламент УК               | Управно право УК                 | Уједињено Краљевство |

### Статистика
| Име                  | Становништво (2011) | Становништво (%) | Површина (km2) | Површина (%) | Густина становништва (по km2; 2011) | БДВ* (£; 2014)  | БДВ* (%; 2014) | БДВ по становнику* (£; 2014) |
| -------------------- | ------------------- | ---------------- | -------------- | ------------ | ----------------------------------- | --------------- | -------------- | ---------------------------- |
| Енглеска             | 53.012.456          | 84%              | 130.279        | 54%          | 406,55                              | 1.378 милијарди | 87%            | 25.367                       |
| Шкотска              | 5.313.600           | 8%               | 77.933         | 32%          | 67,22                               | 124 милијарде   | 8%             | 23.102                       |
| Велс                 | 3.063.456           | 5%               | 20.735         | 9%           | 147,43                              | 54 милијарде    | 3%             | 17.573                       |
| Сјеверна Ирска       | 1.810.863           | 3%               | 13.562         | 6%           | 130,81                              | 34 милијарде    | 2%             | 18.682                       |
| Уједињено Краљевство | 63.200.375          | 100%             | 242.509        | 100%         | 259,16                              | 1.590 милијарде | 100%           | 24.616                       |

* Цифре за БДВ не обухватају приходе од нафте и гаса прикупљене изван британских територијалних вода, у континенталном појасу земаља УК.